# إليمار تروفيرك
إليمار تروفيرك (بالإنجليزية: Illimar Truverk)‏ (ولد في 20 مارس 1967 في تالين) وهو مهندس معماري إستوني.
درس تروفيرك في أكاديمية الفنون الإستونية في قسم الهندسة المعمارية وتخطيط المدن، وتخرج في عام 2001. ومنذ ذلك الحين عمل في المكتب المعماري أجابوس اندجارف وتروفيك للهندسة المعمارية. كما نشط تروفيرك في المكتب المعماري الحلفاء للهندرسة المعمارية في عام 2009.
وتشمل أعماله البارزة مدرسة فيمسي والمبنى الجديد لجامعة تالين ، والفيلا في أوتيبا، والمكتبة الجديدة للجامعة التقنية بتالين . وهو عضو في اتحاد المهندسين المعماريين الإستونيين.

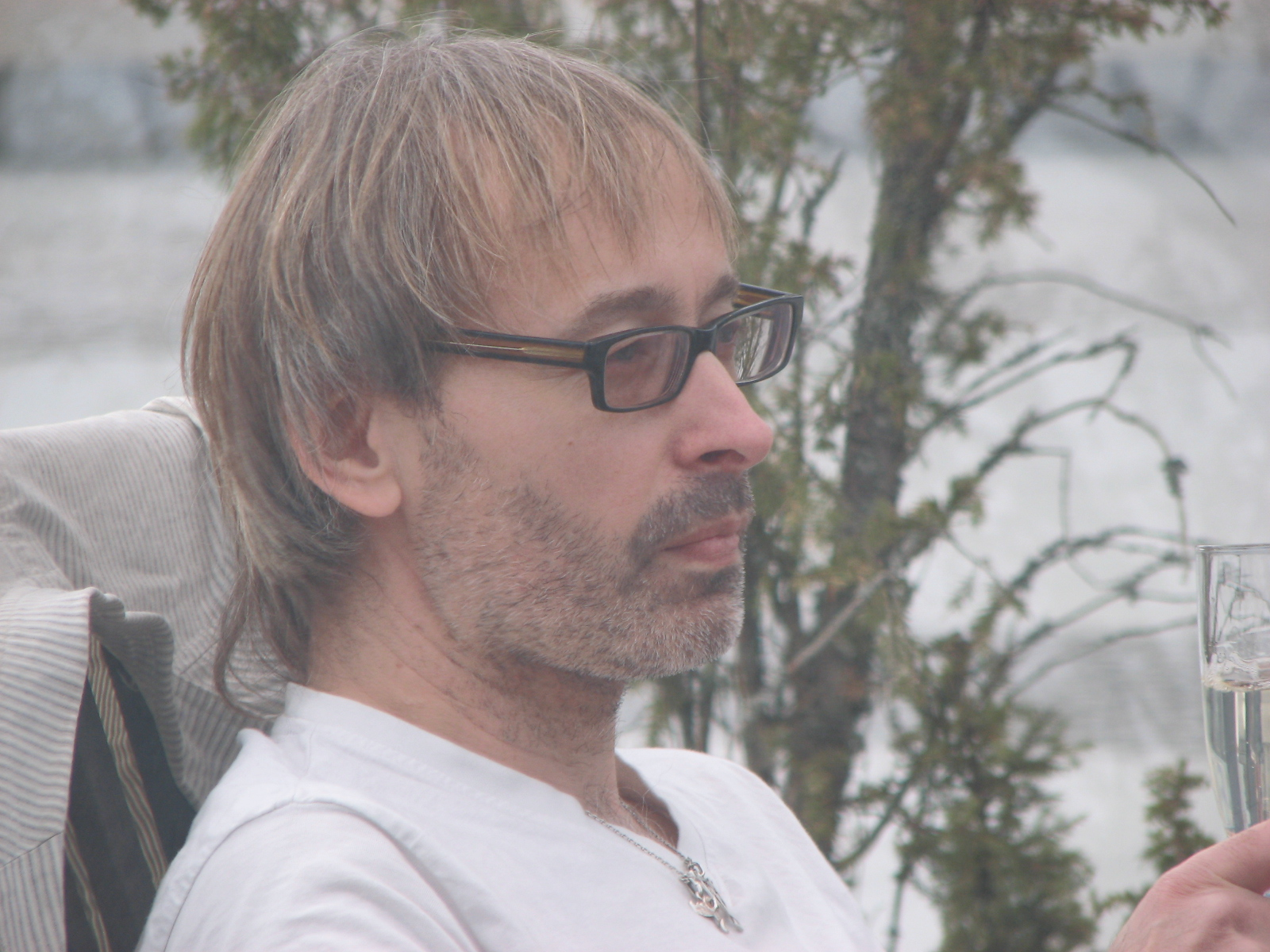
إليمار ترفيرك في عام 2011

## أعماله

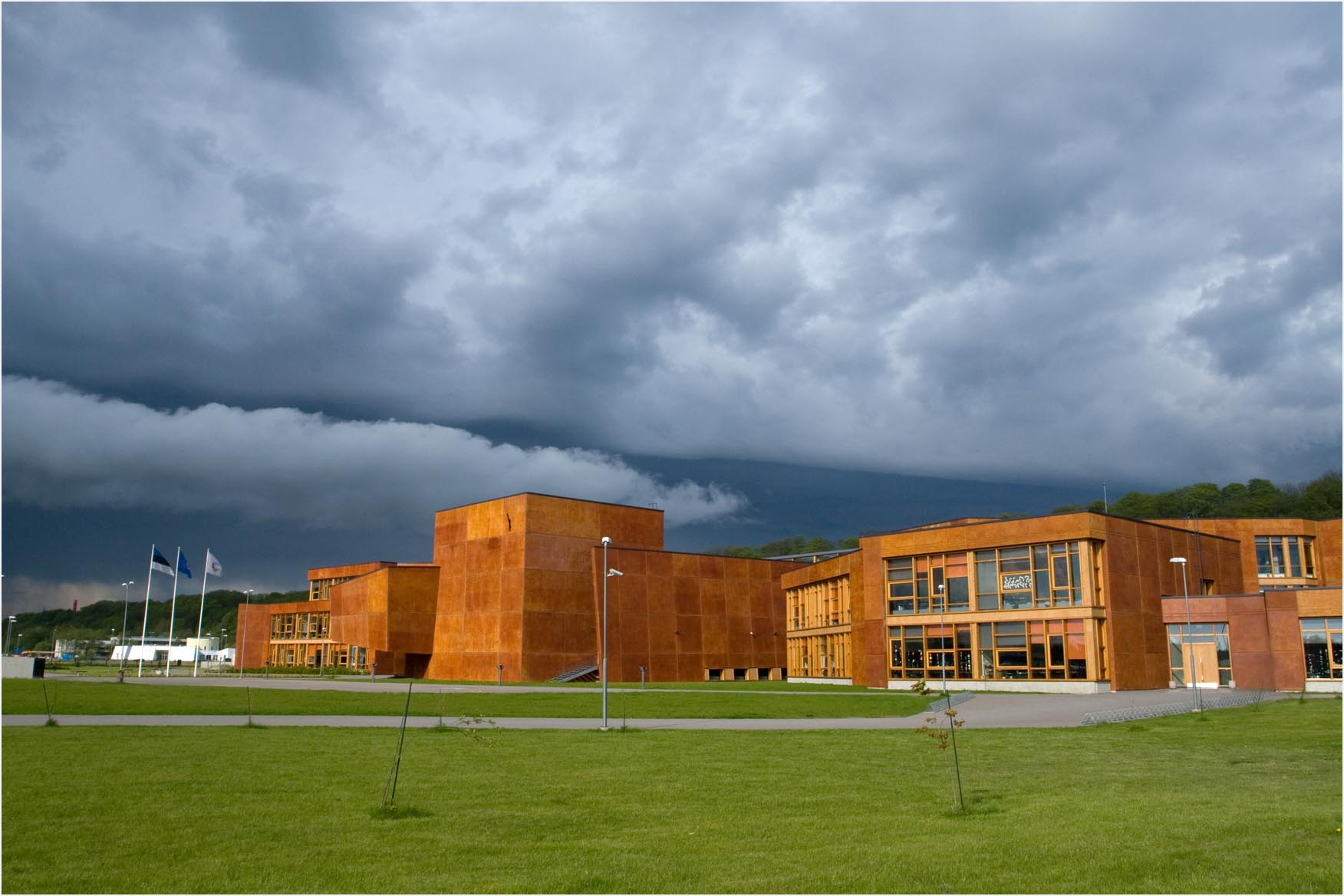
مدرسة فيمسي في هابينيم

- المباني السكنية في بيترا، 2003 (مع إيرو اندجارف، ماتيوس اجابس)
- فيلا في جنوب استونيا، 2004 (مع إيرو اندجارف، ماتيوس اجابس)
- مبنى سكني في نومي، 2005 (مع إيرو اندجارف، راؤول اوبس، ماتيوس اجابس)
- مبنى سكني في شارع كروتسيوالدي في تالين، 2005 (مع إيرو اندجارف، ماتيوس اجابس)
- مبنى سكني في فيمسي، 2006 (مع إيرو اندجارف، راؤول أوبس، ماتياس أغابوس)
- المبنى الجديد لجامعة تالين، 2006 (مع إيرو اندجارف، ماتيوس اجابس، راؤول سيدك، بيرت بينت)
- مدرسة فيمسي، 2006 (مع إيرو اندجارف، ماتيوس اجابس، بيرت بينت، راؤول أوبزرفر)
- مكتبة جديدة للجامعة التقنية في تالين، 2009 (مع إيرو اندجارف، ماتيوس اجابس)

## المسابقات
- مسابقة التخطيط لمنطقة ميناء تالين، 1999 ؛ الجائزة الثانية
- المبنى الجديد لجامعة تالين، 2003 ؛ الجائزة الأولى
- مكتبة الجامعة التقنية في تالين، 2006 ، الجائزة الأولى